# Āgenskalna iela

Āgenskalna iela est une rue du district de Kurzeme à Rīga en Lettonie.

## Présentation
Āgenskalnas iela traverse les quartiers d'Agenskalns et de Zasulauks. 
La rue Ågenskalnas iela commence à l'intersection avec la rue Slokas iela, se dirige vers le sud-ouest et se termine à l'intersection avec les rues Margrietas iela et Kuldīgas iela. 
Le début de la rue jusqu'à l'intersection avec les rues Dreiliņu iela et Gregora iela fait partie du quartier historique d'Agenskalns, la partie la plus éloignée du quartier Zasulauks. 
La longueur totale de la rue est de 1 182 mètres et elle se compose de 2 voies de circulation.
La rue Agenskalna iela est pavée sur toute sa longueur et la circulation y est autorisée dans les deux sens.

## Transports
- Bus :	56
- Trolleybus :	12

## Bâtiments
- Āgenskalnas iela 1 - Immeuble d'habitation en bois (1898).
- Āgenskalnas iela 3a - Tribunal populaire à l'époque soviétique.
- Āgenskalnas iela 14 - Construite à la fin des années 1930 pour un proche du président Kārlis Ulmanis[2].
- Āgenskalnas iela  21a - Lycée national allemand de Riga (lv) (1931, architecte I. Blankenburg)[3].
- Āgenskalnas iela  27 - Demeure d'Elfriede Kröger (milieu des années 1930, architecte P. Laukirbe).

## Galerie

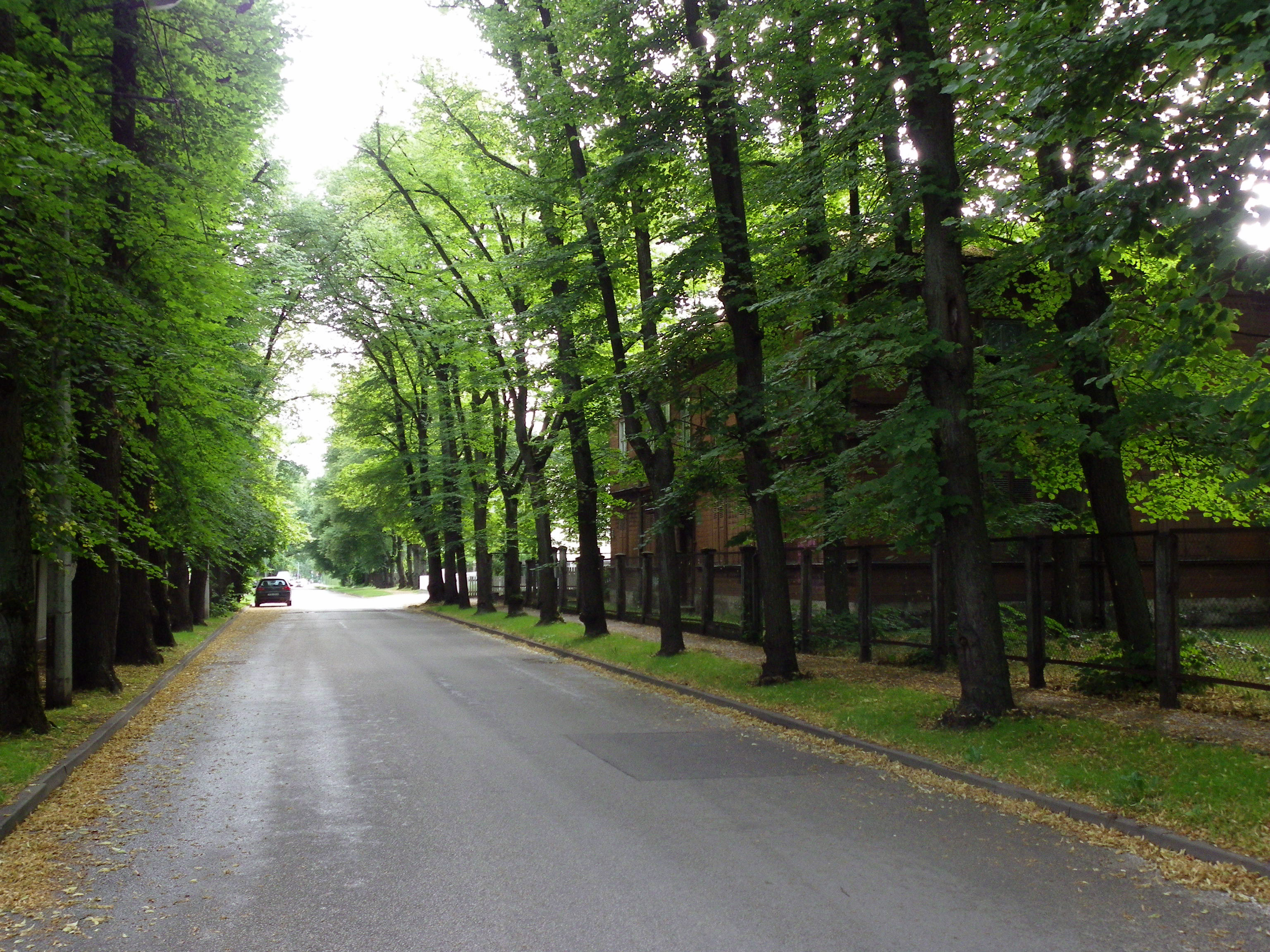
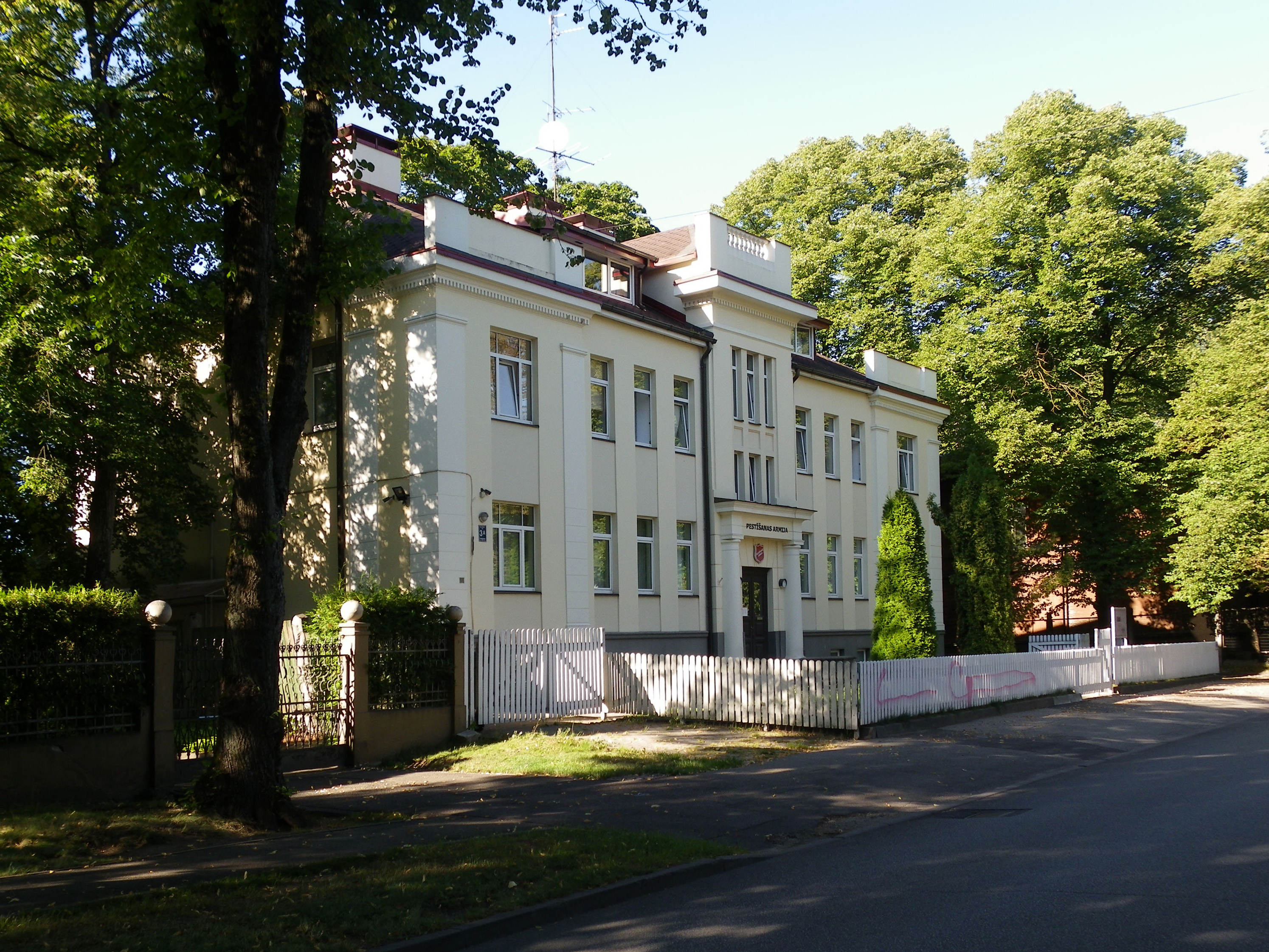
Āgenskalna iela 3а
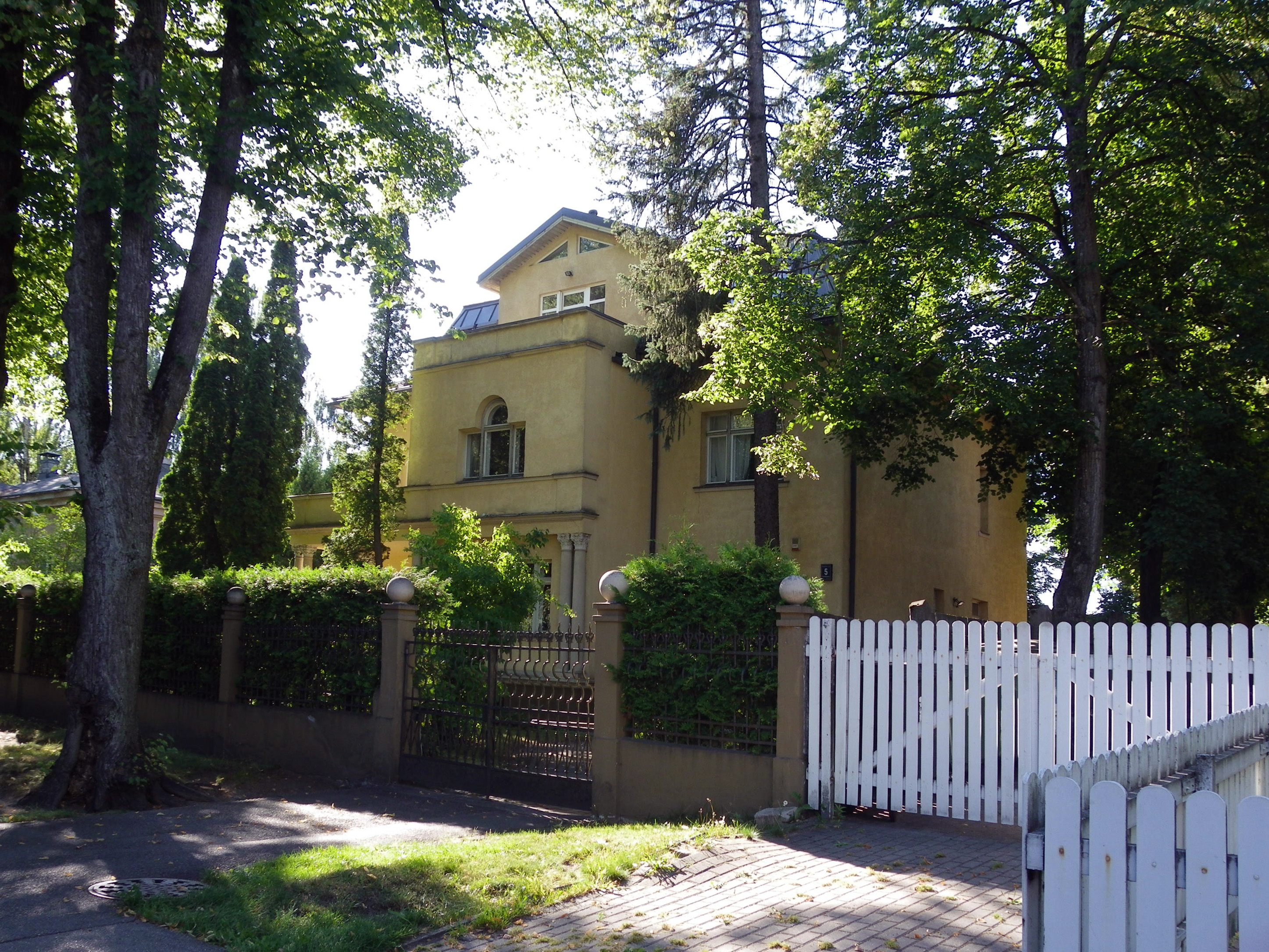
Āgenskalna iela 5
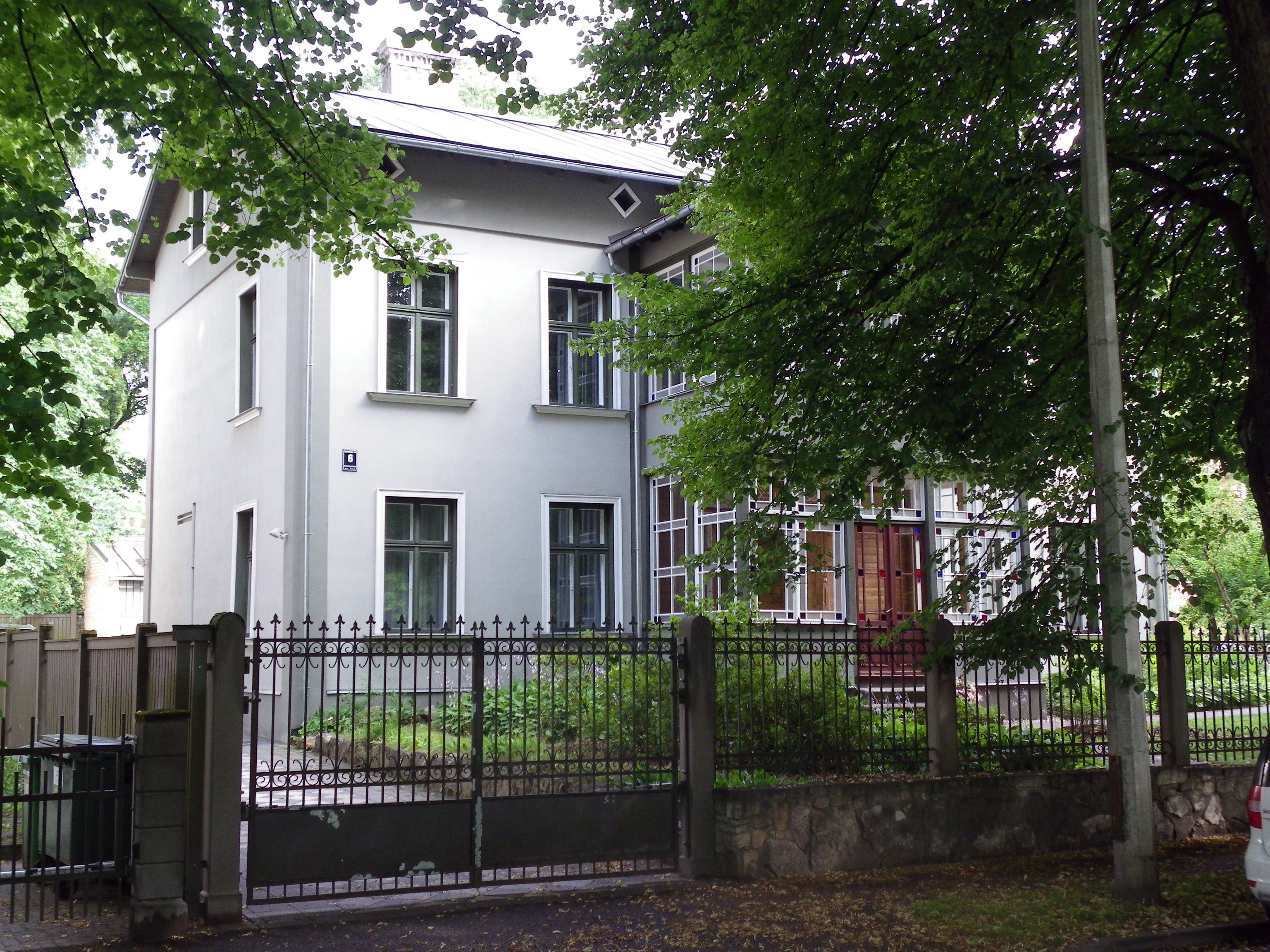
Āgenskalna iela 6

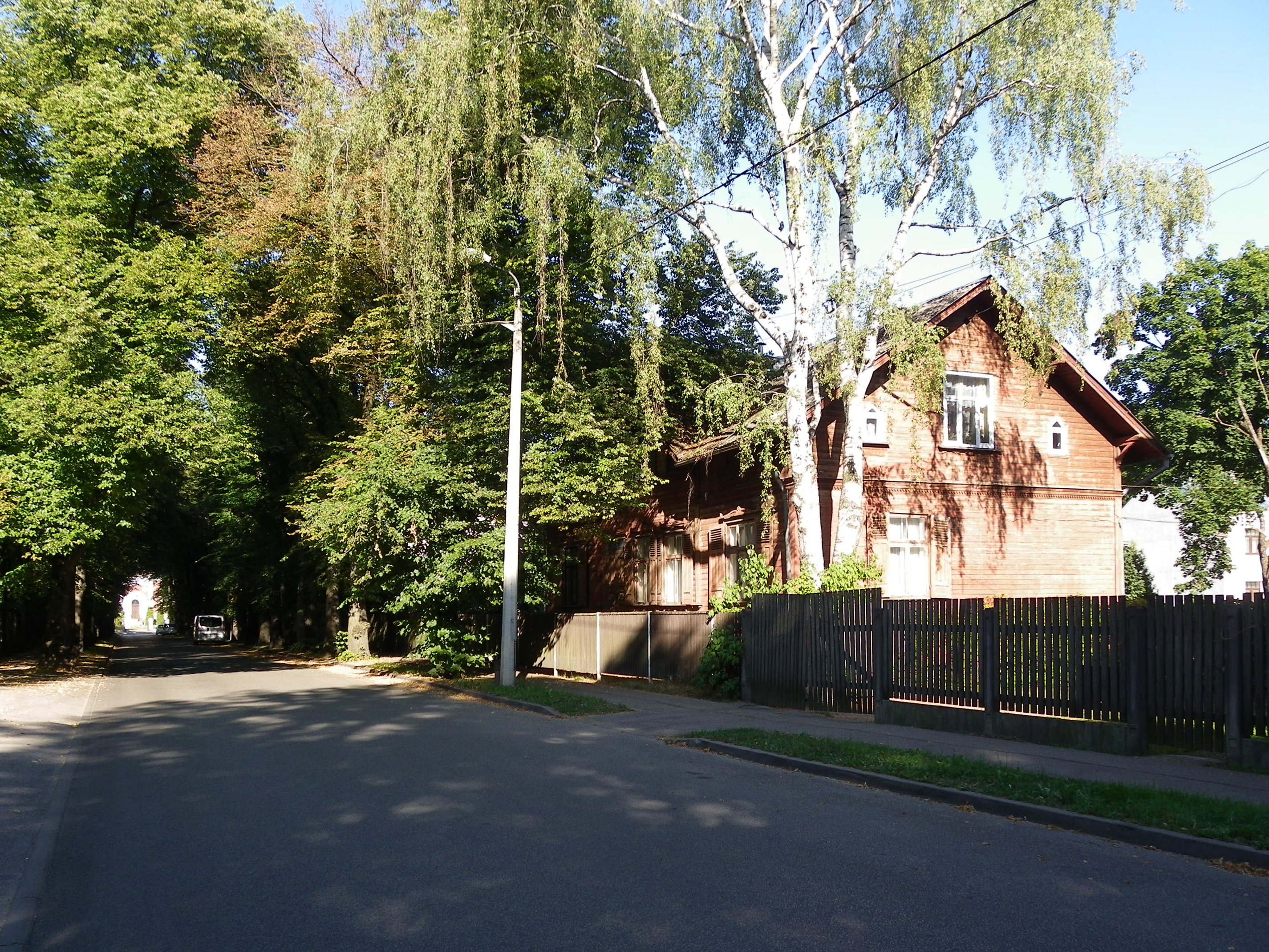
Āgenskalna iela 8
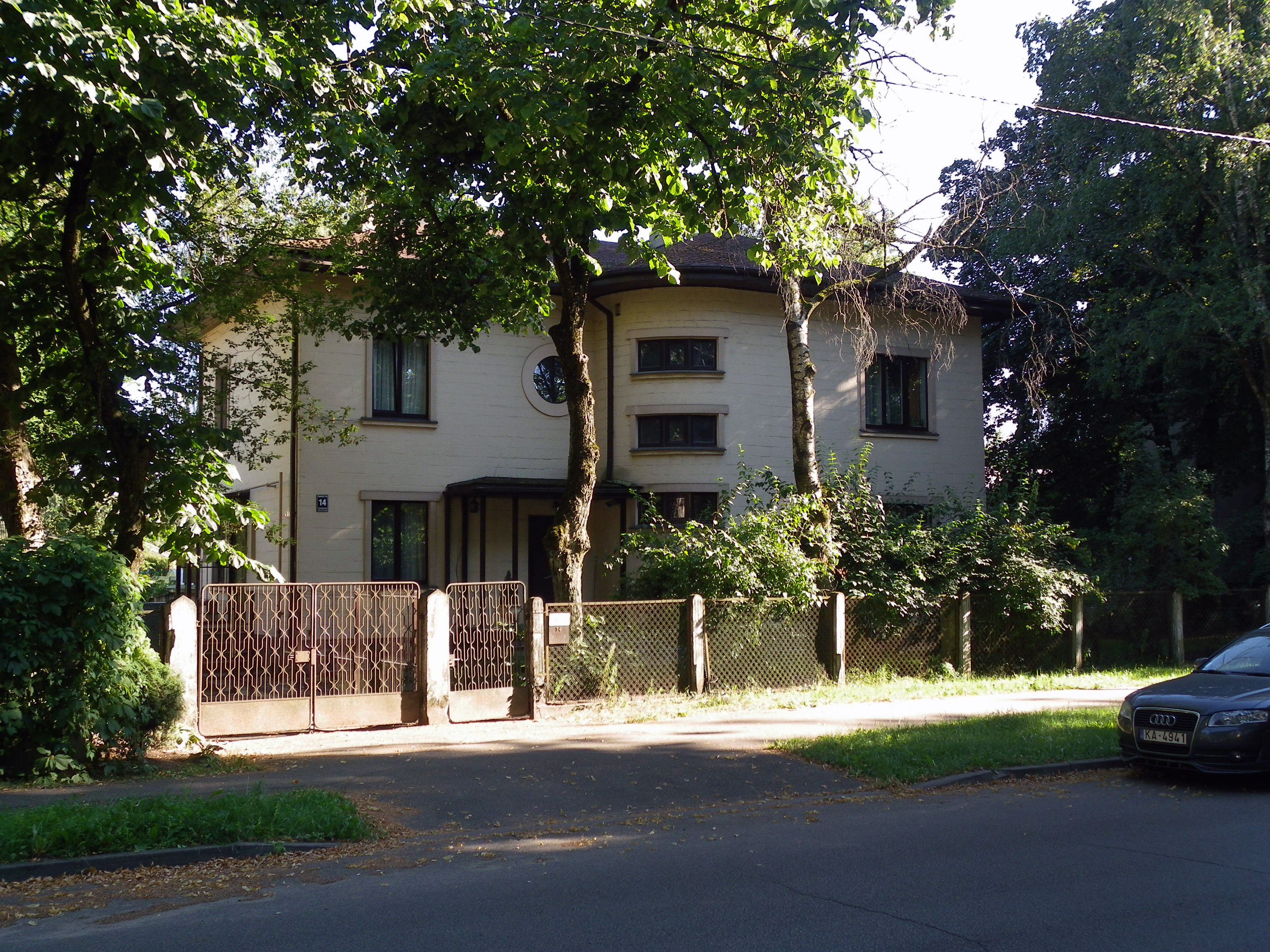
Āgenskalna iela 14
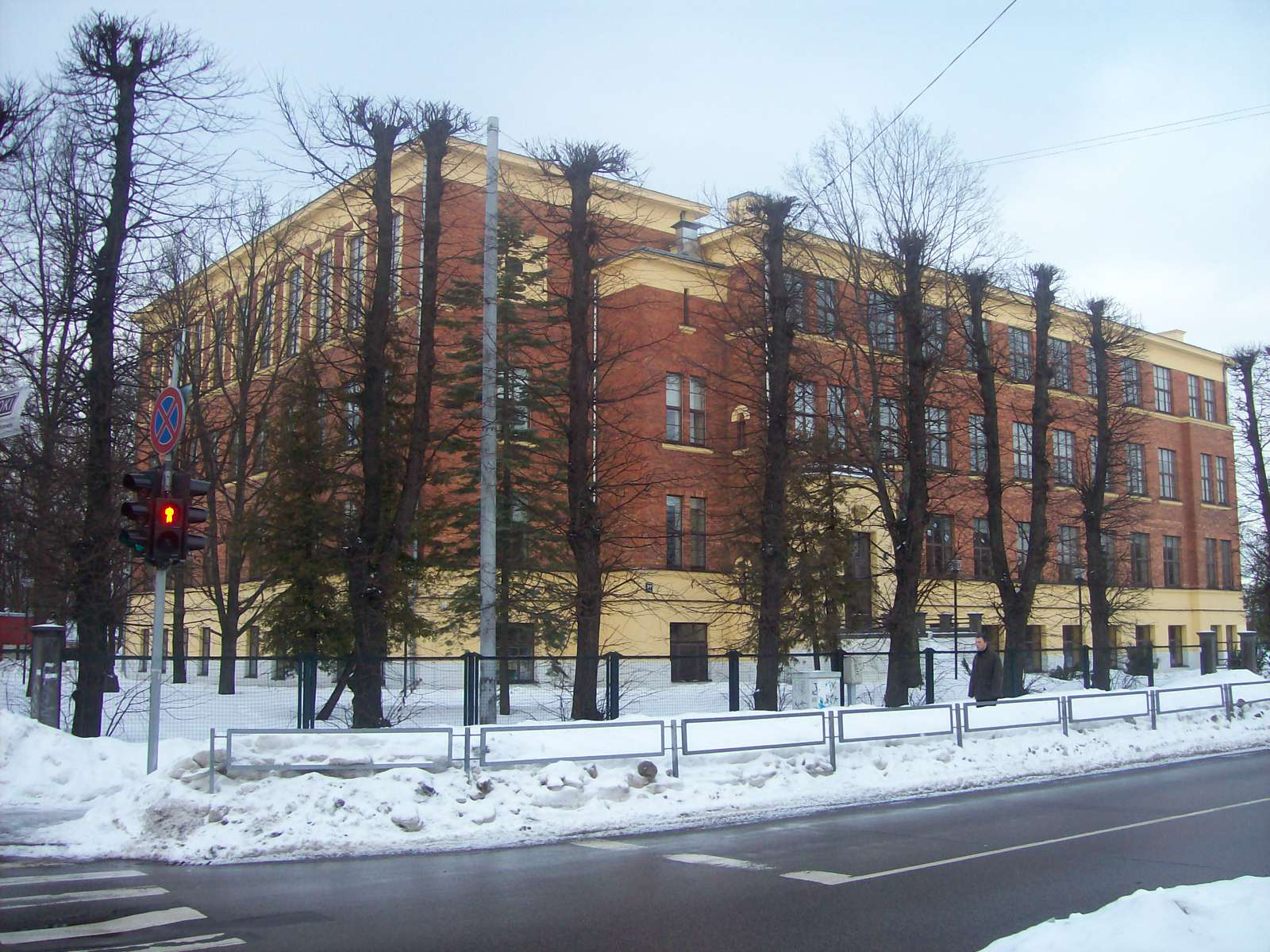
Āgenskalna iela 21a
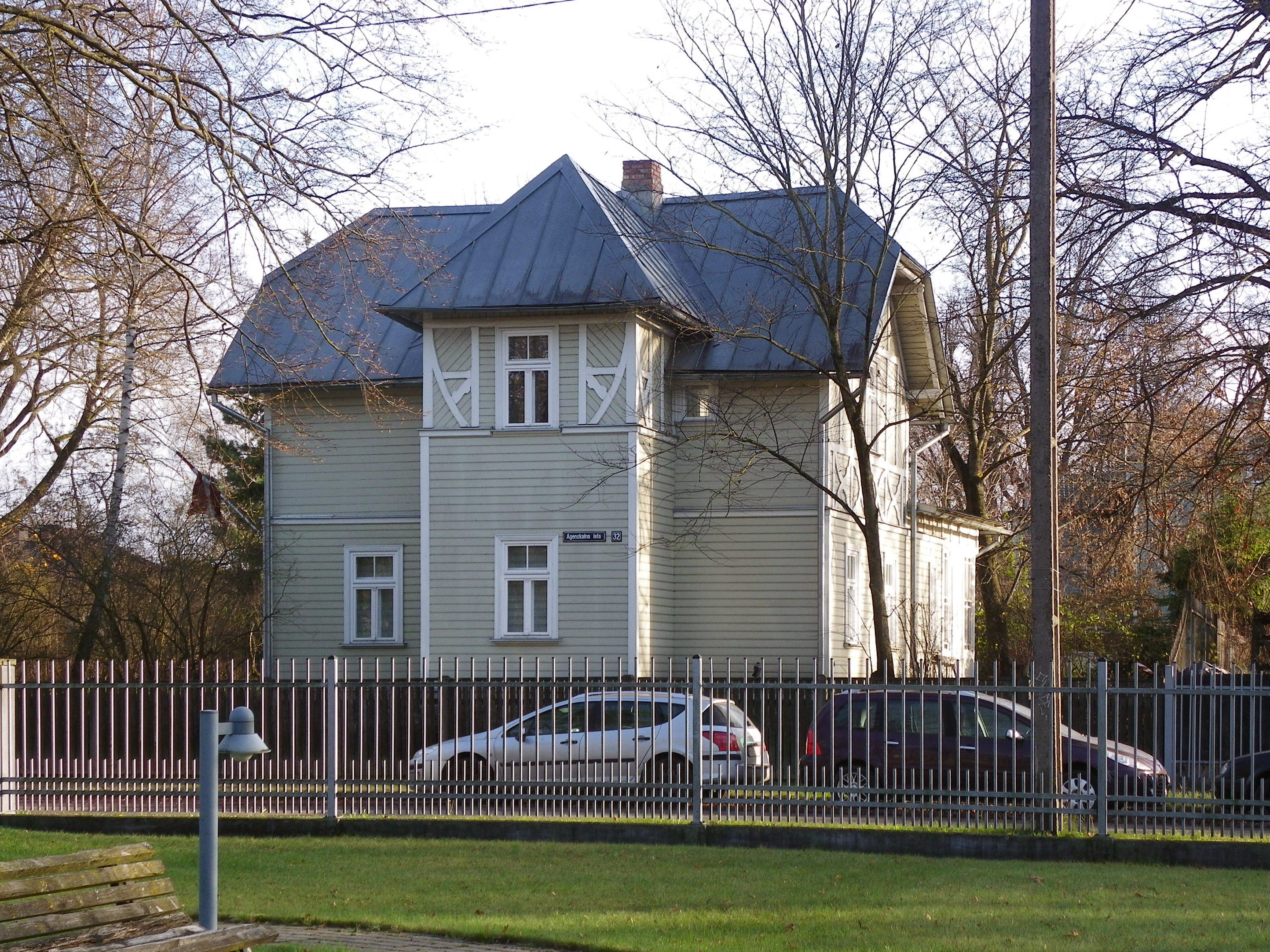
Āgenskalna iela 32a